# Belsele
Belsele är en ort i Belgien.   Den ligger i provinsen Östflandern och regionen Flandern, i den centrala delen av landet, 40 kilometer nordväst om huvudstaden Bryssel. Belsele ligger 18 meter över havet och antalet invånare är 9 644.
Terrängen runt Belsele är mycket platt. Runt Belsele är det tätbefolkat, med 613 invånare per kvadratkilometer.. Närmaste större samhälle är Sint-Niklaas, 4,4 kilometer nordost om Belsele. 
Trakten runt Belsele består till största delen av jordbruksmark.